# フィニッシュ・ホールド
フィニッシュ・ホールドは、プロレス用語でありプロレスラーの決め技を意味する。

## 概要
プロレスの試合においてプロレスラーは様々な技を駆使して観客にアピールするが、その中で、あるレスラーがその技を出せば試合に決着を付けられるとされる技のことを特にフィニッシュ・ホールドと呼ぶ。
フィニッシュ・ホールドは、レスラーのキャラクター性を構成する重要な要素である。そのため、既存の技を自分のフィニッシュ・ホールドにする際に、あえて別の名前をつけるレスラーも多く存在する。この場合、技の名前には、レスラーの名前やキャッチフレーズ、外見的イメージを含むケースが大半である。特にそのフィニッシュ・ホールドがあるレスラーの開発したオリジナル技であった場合（元祖）、「バックドロップ＝ルー・テーズ」というように、その技を使うレスラーの代名詞、または同義語として扱われる。つまり、いかに自他共に認める説得力のあるフィニッシュ・ホールドを身につけるかが、レスラーとしてのステータスを決めるといっても過言ではない。
21世紀からのプロレスは受身が高度に発達してきていることから、フィニッシュ・ホールドを出しても決まらなくなってきているケースが増えている。ストーリー性を重視するWWEでは、試合の決着や、試合の流れが変わる際にフィニッシュ・ホールドが多用されている。フィニッシュ・ホールドを使用しても勝利できなかった場合、相手に逆襲されて敗北するというパターンも多い。それだけフィニッシュ・ホールドは勝負に重要な意味を持つということである。
日本語のプロレス用語では固め技以外もフィニッシュ・ホールドと呼ぶのが一般的であるが、紛れを嫌って英語圏で必殺技一般を指す言葉「フィニッシュ・ムーブ」を用いる人もいる（参照：w:Finishing move）。
また、劣勢に立たされているレスラーが試合の流れを変えて、自分が優勢になる際に繰り出す技もフィニッシュ・ホールドと呼ばれる場合がある。この場合、「フィニッシュ」という言葉の意味から使用法が不適切であるため、最近ではフィニッシュ・ホールドのかわりに「フェイバリット・ホールド」の名称を使用する傾向がある。
ワールドプロレスリングで実況を務めていた古舘伊知郎が藤波辰巳vs長州力戦において、藤波が長州のフィニッシュ・ホールドであるサソリ固めを使用したことを「掟破りの逆サソリ」と称したように、対戦相手のフィニッシュ・ホールドを使用する行為は「掟破り」と呼ばれる。これは掟破りを使用したレスラーへの非難というよりも試合中に起こったサプライズという意味で使用される。

## 論争
2019年3月、豊田真奈美（2017年引退）が自身のフィニッシュ・ホールドであったジャパニーズ・オーシャン・サイクロン・スープレックスを無断で決め技として使われたことに異議を唱えた。豊田の出身団体である全日本女子プロレスでは、「先輩の得意技を、その先輩が引退するまで使わない」「自分が引退する時、自分の得意技を、後継者と認めた後輩に託す」という暗黙の了解があり、藤本つかさを自身の後継者と認めていたので、自分が後継者として認めていないレスラーに使われるのは心外であるとの考えでからであったが、この主張に対し現役レスラーなどから賛否両論が巻き起こった。

## 同義・類義の用語

### 同義語
フィニッシュ・ムーブ
フィニッシュ・ブロー
フィニッシング・ホールド
フィニッシング・ムーブ
フィニッシング・ブロー
フィニッシャー
必殺技
決め技

### 類義語
フェイヴァリット・ホールド
フェイヴァリット・ムーブ
シグネイチャー・ホールド
シグネイチャー・ムーヴ
得意技
上記、三語はフィニッシュ・ホールドとまではいかずとも得意とする技を指す。
ただし、フィニッシュ・ホールドと同義の意味で使用されることもある。
トレードマーク・ホールド
トレードマーク・ムーブ
上記、二語は代名詞的な技という意味合いで使用される。
フィニッシュ・ホールドと同義の意味で使用されることはないが、フィニッシュホールドが代名詞的な技であることが多いため、あまり使用されることはない。
なお、「ブロー」（blow）の表現は打撃を意味する単語のため、打撃系の技に対して使用し、それ以外は「ホールド」を使用する傾向がある。